# المجلس الدولي لبرايل الإنجليزية
المجلس الدولي للبرايل الإنجليزي (ICEB) هو الهيئة المسؤولة عن توحيد معايير برايل في الدول الناطقة بالإنجليزية. تشمل قائمة الدول الأعضاء الحالية في المجلس ثماني دول هي: أستراليا، كندا، أيرلندا، نيبال، نيوزيلندا، جنوب أفريقيا، المملكة المتحدة، والولايات المتحدة.
يعتمد المجلس معيار البرايل الإنجليزي الموحد الذي تم تبنيه من قِبل جميع الدول الأعضاء.

## وصلات خارجية
- ICEB.org